# A11 (Kasachstan)
Die A11 ist eine Fernstraße in Kasachstan im Osten des Landes. Die Straße bildet eine Verbindung zwischen Semei (früher Semipalatinsk) und der Grenze zu Russland.

## Straßenbeschreibung
Die A11 beginnt in Semei, einer großen Stadt am Fluss Irtysch. Er kreuzt hier die M38, die primäre Nord-Süd-Achse im Osten Kasachstans. Die Strecke verläuft nordöstlich durch trockene Steppe, teilweise bewaldet, besonders das erste Stück nach Semei. Die Strecke ist flach und zwischen Semei und der Grenze zu Russland sind keine größeren Städte. Auf der russischen Seite verläuft sie als A349 nach Barnaul weiter.

## Geschichte
Die A11 wurde im Jahr 2011 umnummeriert und ersetzt die frühere sowjetische Bezeichnung A349, die heute noch für die russische Fortsetzung der Straße verwendet wird. Die A11 ist seit jeher eine wichtige Verbindung. Sie ist die direkte Verbindung zwischen den großen Städten Semei und Barnaul. Das Gebiet ist für die Landwirtschaft wichtig, sowohl in Kasachstan als auch in Sibirien.

## Großstädte an der Autobahn
- Semei